# Celaenotrichia
Celaenotrichia is een geslacht van schietmotten uit de familie Hydroptilidae.

## Soorten
Deze lijst is mogelijk niet compleet.
- C. edwardsi Mosely, 1934